# Dozhd
Dozhd hay TV Rain (tiếng Nga: Дождь) là một kênh truyền hình độc lập duy nhất tại Nga. Phát sóng chính thức vào năm 2010. Dozhd tập trung vào tường thuật bản tin thời sự, chính trị, phim tài liệu. Dozhd thuộc sở hữu của nhà báo Natalya Sindeyeva.
Vào tháng 3 năm 2022, chính phủ Nga đã chặn quyền truy cập vào Dozhd, đồng thời yêu cầu dừng phát sóng vì lý do đưa tin về Nga xâm lược Ukraina 2022. Sau 4 tháng, kênh đã phát sóng trở lại từ trụ sở Latvia vào tháng 7, nhưng không lâu sau đó giấy phép truyền hình của kênh này đã bị hủy vào tháng 12 vì vi phạm nghiêm trọng. Dozhd tiếp tục phát sóng thông qua YouTube và nhận được giấy phép truyền hình tại Hà Lan vào tháng 1 năm 2023.

## Lịch sử

### Những năm đầu thành lập

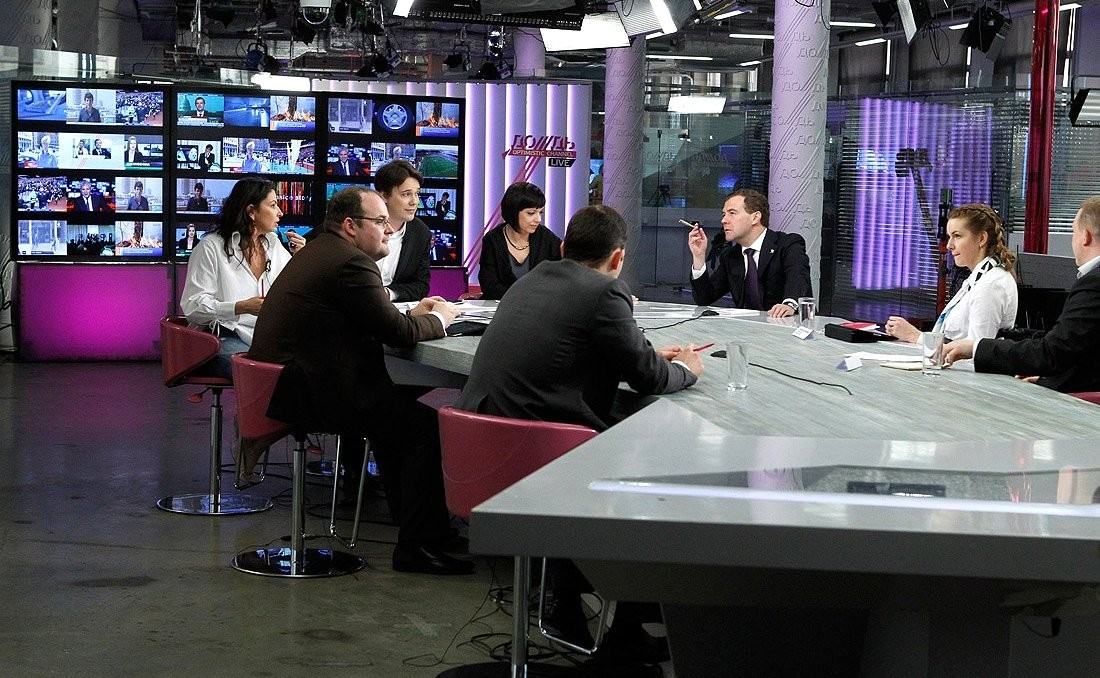
Trường quay tại Dozhd tiếp đón người sáng lập kênh Natalya Sindeyeva trong chuyến thăm của Tổng thống Nga Dmitry Medvedev

Dozhd được thành lập vào năm 2008 bởi hai người Natalya Sindeyeval và Vera Krichevskaya. Natalia Sindeeva đã đầu tư kênh truyền hình bằng số tiền của chính mình mà cô ấy kiếm được từ việc bán một ngôi nhà ở nông thôn.
Dozhd là kênh truyền hình đầu tiên ở Nga đưa tin về cuộc biểu tình năm 2011. Tổng thống Dmitry Medvedev cũng được chú ý là đã bỏ theo dõi Dozhd trên Twitter. Tuy nhiên, kênh này là phương tiện truyền thông đại chúng đầu tiên mà ông ấy chọn theo dõi trên Twitter, theo báo cáo của RIA Novosti. Vào ngày 9 tháng 12 năm 2011, Dozhd được yêu cầu cung cấp các bản sao nội dung đưa tin về các cuộc biểu tình để kiểm tra xem họ có tuân thủ luật truyền thông của Nga hay không. Đến ngày 10 tháng 12, nó hiển thị một dải băng màu trắng, một biểu tượng của các cuộc biểu tình. Natalya Sindeyeva giải thích đây là dấu hiệu của sự chân thành chứ không phải tuyên truyền.
Tính đến năm 2013, quảng cáo chiếm khoảng 80% doanh thu của Dozhd.

### Giai đoạn 2014–2021
Sau những tranh cãi về cuộc bao vây Leningrad l, Dozhd đã bị ngắt kết nối khỏi truyền hình cáp ở Nga. Hậu quả là kênh mất phần lớn khán giả và doanh thu quảng cáo. Trong khi ngân sách hàng tháng của Dozhd vào thời điểm đó là khoảng 26 triệu rúp, quảng cáo chỉ mang lại 6 triệu rúp mỗi tháng. Để đối phó khó khăn trên, Dozhd đã tăng giá lệ phí truyền hình hàng năm từ 1.000 lên 4.800 rúp. Ngoài ra, Dozhd đã tổ chức một cuộc thi telemarathon và do đó đã gây quỹ cho hai tháng hoạt động. Cùng năm đó, Dozhd đã ký hợp đồng quảng cáo với Liên minh Châu Âu. Theo báo cáo tài chính của Dozhd, trong giai đoạn 2014-2019, hợp đồng đã tạo ra từ ba (2014) lên đến 11 (2016) triệu rúp một năm. Vào năm 2015, Quỹ Sreda của Boris Zimin đã đầu tư 7,5 triệu rúp để hỗ trợ kênh. Năm 2020, doanh thu của Dozhd là khoảng 342,3 triệu rúp và lợi nhuận ròng là 13,6 triệu rúp. Kể từ năm 2021, kênh đã nhận được doanh thu từ quảng cáo, lệ phí truyền hình người xem, quyên góp và bán hàng trên cửa hàng trực tuyến.